# Vilar de Peregrinos
Vilar de Peregrinos ist eine Gemeinde (Freguesia) im portugiesischen Kreis Vinhais. In ihr leben 134 Einwohner (Stand 19. April 2021).